# Ikematsu Hideaki
Hideaki Ikematsu (sinh ngày 10 tháng 1 năm 1986) là một cầu thủ bóng đá người Nhật Bản.

## Sự nghiệp câu lạc bộ
Hideaki Ikematsu đã từng chơi cho Kyoto Purple Sanga và Fagiano Okayama.